# Rosengårdens förlag
Rosengårdens förlag och studier AB är ett bokförlag i Umeå som är specialiserat på esoterisk litteratur i alla genrer. Förlaget har bland annat givit ut Gnistornas bok av Fakhr al-din Araqi, Vägen till templet, Hilma af Klint, av Gurli Lindén, Enheten bortom mångfalden av Anna Maria Svensson och Gurli Lindén, Varats dröm av Gurli Lindén och Magnus: korset och svastikan av George Mackay Brown.